# Droga wojewódzka 404
Die Droga wojewódzka 404 (DW 404) ist eine einen Kilometer lange Droga wojewódzka (Woiwodschaftsstraße) in der polnischen Woiwodschaft Niederschlesien, die Szewce mit dem dortigen Bahnhof verbindet. Die Strecke liegt im Powiat Trzebnicki.

## Streckenverlauf
Woiwodschaft Niederschlesien, Powiat Trzebnicki
-  Szewce (Schebitz) (DK 342)